# Bello
Bello este un municipiu din departamentul Antioquia, Columbia.